# Marcos Alonso (fotbalist născut în 1959)
Marcos Alonso de Mendoza (n. 1 octombrie 1959, Santander, Spania – d. 9 februarie 2023, Madrid, Spania) a fost un fotbalist spaniol, care joacă pe post de fundaș lateral la Celta Vigo în La Liga. Pe plan internațional, are prezențe la națională pentru Spania U-19⁠(d) și Spania.
Marcos Alonso Mendoza este fiul și nepotul a jucători de fotbal din Cantabria. Bunicul său a fost Marcos Alonso Imaz, "Marquitos", de cinci ori campion al Europei cu Real Madrid, și tatăl lui Marcos Alonso Pena, a jucat pentru treisprezece sezoane cu patru echipe din Prima Divizie: Racing Santander, Atlético Madrid, FC Barcelona și CD Logroñes.